# Kaikki laulut
Kaikki laulut è l'album di debutto della cantante finlandese Sani, pubblicato il 24 gennaio 2005 su etichetta discografica Sony Music Entertainment Finland.

## Tracce
1. Paljon – 3:39
2. Tottelematon – 4:11
3. Kaikki laulut – 4:15
4. Kaivatessa – 4:30
5. Sirpaleita – 3:20
6. Minne ikinä meet – 3:49
7. Jätä tämä maa – 4:03
8. Toinen aika – 3:48
9. Kangastus – 2:43
10. Tähti – 4:07

## Classifiche
| Classifica (2005) | Posizione massima |
| ----------------- | ----------------- |
| Finlandia         | 12                |